# Centre périnatal de proximité
Pour les articles homonymes, voir CPP.
Un centre périnatal de proximité (CPP) est, en France, une structure médicale qui assure des consultations pré- et post- natales, des cours de préparation à la naissance, de l’enseignement des soins aux nouveau-nés et des consultations de planification familiale.
Ces centres se substituent aux maternités qui réalisent moins de 300 accouchements par an, et s'insèrent dans le réseau de santé périnatal.